# امین دهقان
امین دهقان (زادهٔ ۱۰ خرداد ۱۳۵۸ در اصفهان) کوهنورد ایرانی است.
او در ۲۲ اردیبهشت ۱۴۰۰ موفق به فتح قله اورست شد.  دهقان عضو رسمی فدراسیون جهانی عکاسی (فیاپ) و دارای نشان EFIAP است. 

## فتح اورست
دهقان در شرایطی توانست قله اورست را فتح نماید که در بحبوحه شیوع کرونا در نپال و علی‌الخصوص در بیس کمپ اورست بود. چندین نفر از کسانی که برای فتح اورست آماده شده بودند، دچار کرونا شده و برنامه صعودشان لغو شده‌بود. همچنین دو هم‌نورد سوئیسی (عبدول وارایچ) و آمریکایی (پووی لیو) او در راه بازگشت از قله اورست، به‌علت خستگی مفرط در مسیر بازگشت به کمپ چهار اورست در ارتفاع ۷۹۹۲ متری درگذشتند.